# 11121 Malpighi
11121 Malpighi eller 1996 RD1 är en asteroid i huvudbältet som upptäcktes den 10 september 1996 av den italienska astronomen Vittorio Goretti i Pianoro. Den är uppkallad efter italienaren Marcello Malpighi.
Asteroiden har en diameter på ungefär 3 kilometer.